# Kloster Turlough

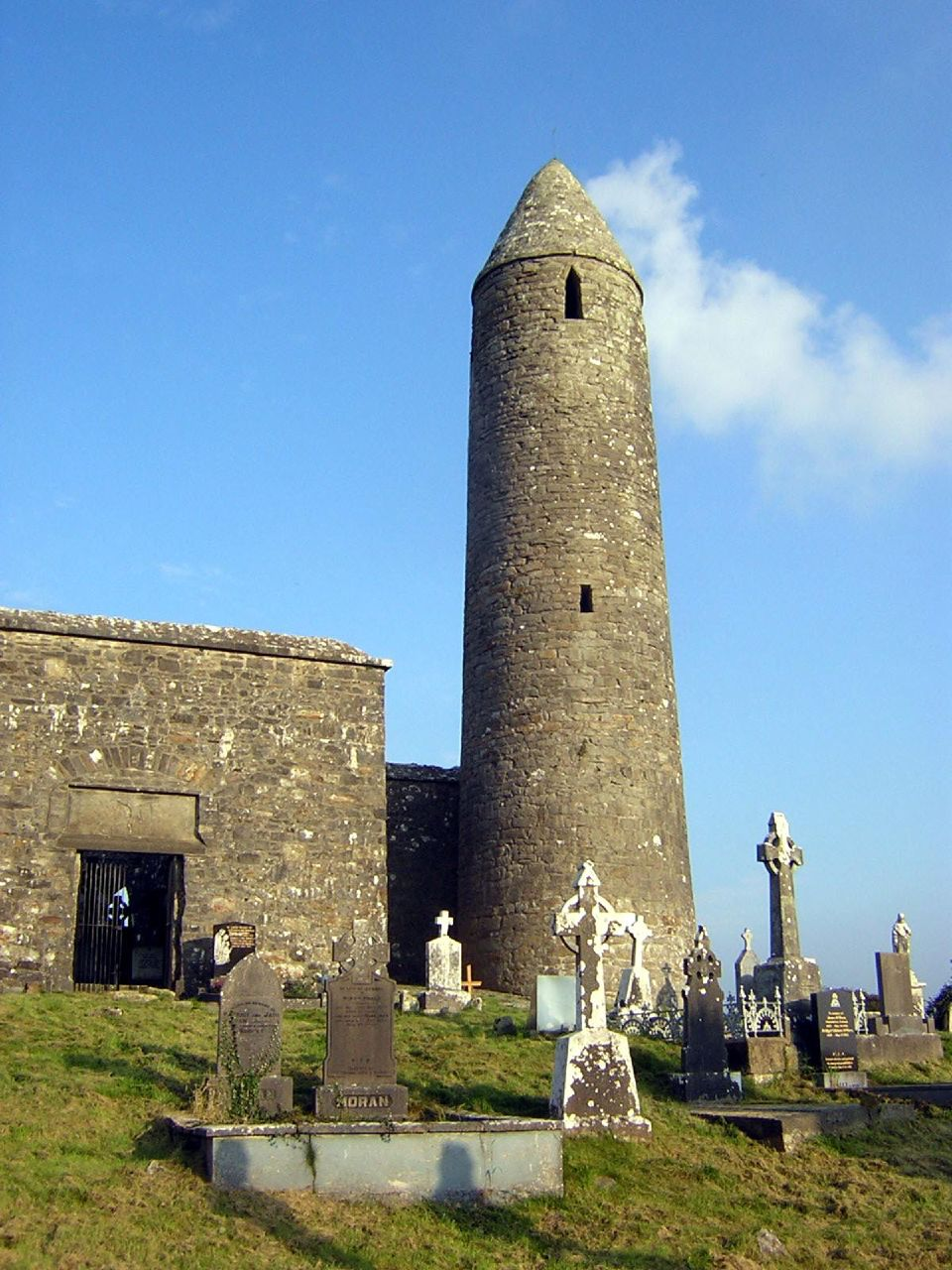
Rundturm von Turlough

Das Kloster Turlough (irisch Mainistir Thurlaigh) wurde durch Patrick von Irland gegründet, der hier eine Kirche errichtet haben soll. Seit dem 13. Jahrhundert war das Kloster aufgelöst. Der erhalten gebliebene Rundturm liegt bei der gleichnamigen Ortschaft Turlough (irisch Turlach) nahe der N5 (Straße) etwa sechs Kilometer östlich von Castlebar im County Mayo in Irland.

## Legende und Geschichte
Bei der Gründung nutzte Patrick seinen Aufenthalt dazu, viele Personen aus der Umgebung an der örtlichen Quelle zu taufen. Das Kloster hatte zu Beginn einige Bedeutung; es sind jedoch nur wenige Einzelheiten überliefert. Wegen der Gründung durch Patrick gehörte es zur Erzdiözese Armagh und nicht zur lokalen Diözese Aghagower. 1236 wurde die Kirche durch Mac William geplündert. Zu diesem Zeitpunkt hatte sie wohl bereits ihren monastischen Charakter verloren.
1351 autorisierte Papst Clemens VI. den damaligen Erzbischof von Armagh, Richard FitzRalph, die Anlage von Turlough an den Erzbischof von Tuam abzugeben. Nach der Reformation ging die Kirche in den Besitz der Bourke-Familie. 1655 wurde die Kirche von der Fitzgerald-Familie erworben.

## Architektur

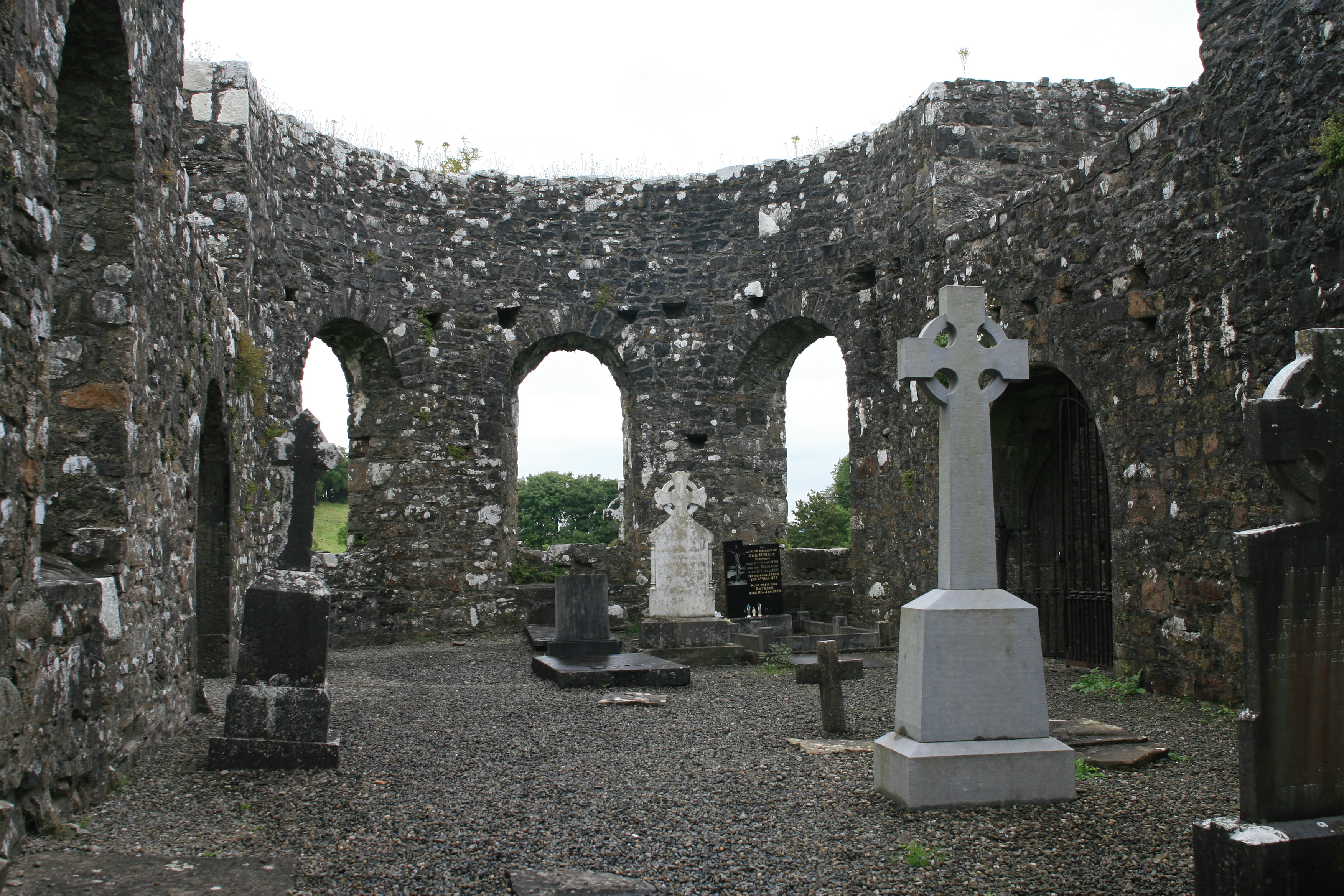
Als Apsis geformter Chorbereich der neben dem Rundturm im 18. Jahrhundert errichteten Kirche.

Der Rundturm ist gut erhalten. Im Vergleich zu anderen irischen Rundtürmen zeichnet er sich durch eine etwas niedrigere Bauweise und einen größeren Durchmesser aus. Der Turm hatte einen rundbogigen Eingang, der jedoch später zugemauert wurde. Die nebenstehende Kirche stammt aus dem 18. Jahrhundert, enthält aber ein Fenster und ein Relief mit einer Kreuzigungsszene aus dem 17. Jahrhundert.